# Paphiopedilum bullenianum
Paphiopedilum bullenianum é uma espécie de orquídea (Orchidaceae) do Sudeste Asiático.